# Unterwasserdruckstrahlmassage

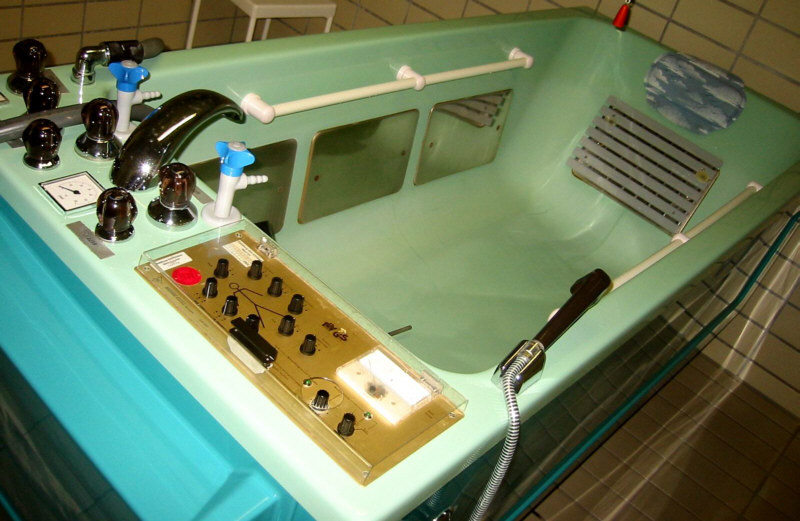
Spezialwanne für Unterwasserdruckstrahlmassage und Stangerbad (der Wasserschlauch ist links oben zu sehen)

Die Unterwasserdruckstrahlmassage (UWM oder UWAM; zuweilen mit der Unterwassermassage verwechselt) ist eine Therapie, die sowohl zu den Massagen, als auch in die Hydrotherapie gehört. Der Patient sitzt in einer Badewanne und wird mit Wasser, welches mit hohem Druck aus einem Wasserschlauch kommt, massiert.

## Geschichte
Über die Geschichte der Unterwasserdruckstrahlmassage ist nicht viel bekannt. Die Idee eine Massage mit Hilfe eines Wasserschlauches auszuführen scheint am Anfang des 20. Jahrhunderts entstanden zu sein. Anfänglich wurden die Wannen aus emailliertem Gusseisen produziert. In den letzten Jahren hat sich allerdings, wie beim Stangerbad, der glasfaserverstärkte Kunststoff für die Wannenherstellung durchgesetzt.

## Anwendung

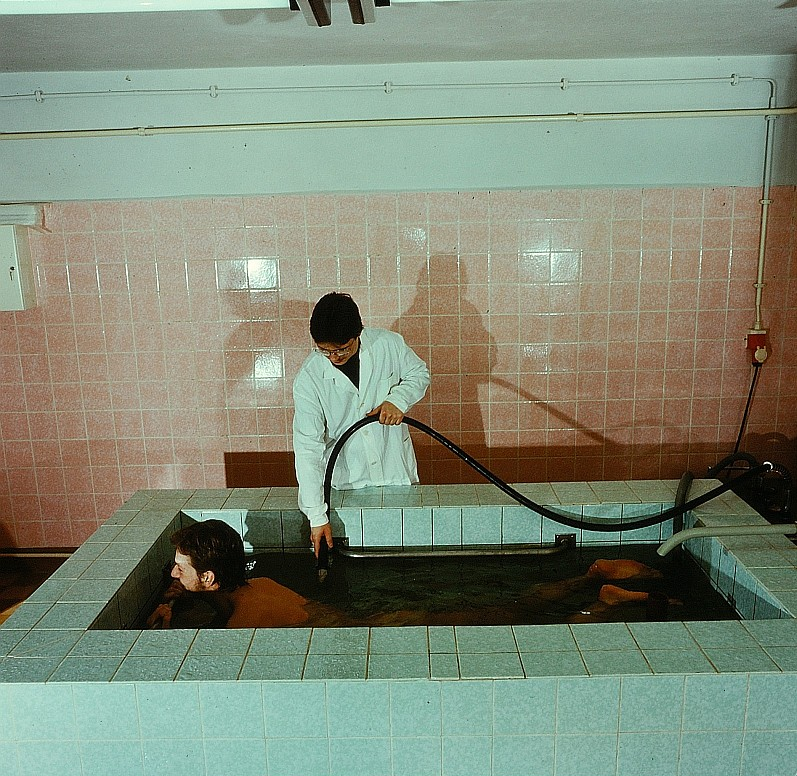
Unterwasserdruckstrahlmassage (Freiberg 1980)

Die Spezialwanne für die UWM besteht aus drei Komponenten. Die erste Komponente ist die Wanne an sich. Die zweite Komponente ist das Pumpenaggregat, welches drei Verfahren für die UWM zur Verfügung stellt. Beim Umwälzverfahren wird der Wasserschlauch mit dem Wasser aus der Wanne versorgt. Die Temperatur des „neuen“ Wassers entspricht also der Badewassertemperatur. Das zweite, so genannte, Zusatzwasserverfahren versorgt den Wasserschlauch mit neuem Wasser. So kann die Massage mit wärmerem Wasser appliziert werden. Hierfür muss die Wanne aber über einen Temperaturfühler verfügen, der die Wassertemperatur gegen das wärmere Wasser aus dem Schlauch ausgleicht. Das Aggregat liefert in diesen beiden Verfahren eine Druckleistung von 0,5 bis 3 bar. Das dritte Verfahren ist als Saugverfahren bekannt und ist das Gegenteil zum Umwälzverfahren. Bei dieser Art der UWM wird Wasser vom Schlauch angezogen und es entsteht, sobald die Haut des Patienten die Düse abdichtet, ein Unterdruck. Diese Behandlung ähnelt sehr dem Schröpfen. Als letzte Komponente ist der Schlauch zu nennen. Dieser verfügt am freien Ende über eine Vorrichtung zum Wechseln der Düse. Dadurch können Düsen mit verschiedenen Querschnitten verwendet werden.

### Applikationswert
In früheren Jahren wurde zur Beschreibung der Stärke der UWM nur der vom Aggregat produzierte Wasserdruck verwendet. Diese Aussage ist aber ungenau, da sich durch die wechselbaren Düsen der Querschnitt und damit die ausgeworfene Wassermenge verändert. Um diese Ungenauigkeit etwas auszugleichen, wurde der Applikationswert eingeführt. Dieser errechnet sich aus Wasserdruck (bar) * Wassermenge (l/min) und gibt eine etwas genauere Aussage über die Auswirkung auf den Patienten. Allerdings ist auch hier eine Falle versteckt. Ein Applikationswert von 46 kann mit 1 bar Wasserdruck und einem Düsenquerschnitt von 80 mm² oder einem Wasserdruck von 1,5 bar und einem Düsenquerschnitt von 40 mm² erreicht werden. Aus diesem Grund wird der Applikationswert auch nur als Richtwert und nicht als feststehende Größe verwendet.

### Wirkung
Es lassen sich drei Bereiche für die Wirkung der UWM abgrenzen. Im ersten Bereich, der sich auf die Muskulatur und das Gewebe bezieht, findet eine Entspannung und Entstauung statt. Der Stoffwechsel und die Ernährung (Trophik) des Gewebes wird angeregt und damit eine Resorption im Gewebe gefördert. Vernarbungen und Verklebungen des Gewebes werden gelöst. Der zweite Bereich umfasst die Wirkung auf das Herz und den Blutkreislauf. Hier findet eine Senkung bei Bluthochdruck und eine Steigerung der Pulsfrequenz und des Schlagvolumens statt. Der periphere Gefäßwiderstand wird gesenkt und die Atemfrequenz erhöht. Zum letzten Bereich gehört die Wirkung auf das Nervensystem. Es findet eine Schmerzlinderung und eine vegetative Gesamtumschaltung in Richtung einer Vagotonie statt.

### Indikation
Die UWM kann wie bereits erwähnt in starker und abgeschwächter Form appliziert werden. Wie stark der Applikationswert sein sollte, hängt dabei ganz von der zu behandelnden Erkrankung ab. Besonders bei Kontrakturen, z. B. durch Narben, Myogelosen und bei hypotoner Muskulatur ist eine starke Form der UWM indiziert. Auch eine Psoriasis vulgaris sollte mit einem hohen Applikationswert behandelt werden. Die meisten indizierten Krankheitsbilder sollten allerdings mit einer weiten Düse und/oder wenig Druck therapiert werden. Hierzu zählen Atrophien, Muskelhartspann, Zerrungen der Bänder und Muskeln, Arthrosen und der Morbus Bechterew. Neben diesen Erkrankungen des Stütz- und Bewegungsapparates gibt es aber auch eine Reihe von Indikationen unter den Organ-, Kreislauf- und neurologischen Erkrankungen. Hierzu zählen die chronische Obstipation, nicht akute Erkrankungen der Gallenblase, peripher-arterielle Durchblutungsstörungen, das Ulcus cruris, Morbus Parkinson und Sensibilitätsstörungen. Gerade bei der Therapie von Erkrankungen der inneren Organe muss auf einen niedrigen Applikationswert bei einem weiten Düsenquerschnitt geachtet werden.

### Kontraindikation
Auf Grund des warmen Wassers und des hydrostatischen Druckes, der auf den Patienten einwirkt dürfen Patienten mit Herz-Kreislauf-Erkrankungen nicht behandelt werden. Dazu zählen z. B. der Herzinfarkt, Entzündungen des Herzbeutels, die arterielle Hypertonie und das Roemheld-Syndrom. Aber auch bei Leberzirrhose, Durchblutungsstörungen von Organen und bei Blutungsneigung muss von einer Behandlung mit der UWM abgesehen werden. Besonders ist darauf zu achten, dass Patienten mit malignen Tumoren und Metastasen (auch nur bei Verdacht) und bei Varizen im zu behandelnden Gebiet auf keinen Fall einer UWM unterzogen werden dürfen.

## Abgrenzung zur Unterwassermassage
Der Begriff Unterwassermassage, der oft falsch für die Unterwasserdruckstrahlmassage verwendet wird, ist eine einfachere Form dieser Behandlung. Der Patient sitzt hierbei ebenfalls in einer Badewanne mit warmem Wasser, wird aber direkt mit den Händen des Therapeuten massiert. Durch die Wärme und den Auftrieb des Wassers kann so die Wirkung einer herkömmlichen Massage gesteigert werden.